# حیوان ناپاک
در برخی ادیان، حیوان ناپاک حیوانی است که مصرف محصولات آن یا سروکار داشتن با آن تابو است؛ بنابراین ادیان، فردی که با این حیوانات سروکار دارد، نیاز است تا آیین طهارت را به جا بیاورد و این ناپاکی‌ها را از خود بزداید.

## یهودیت

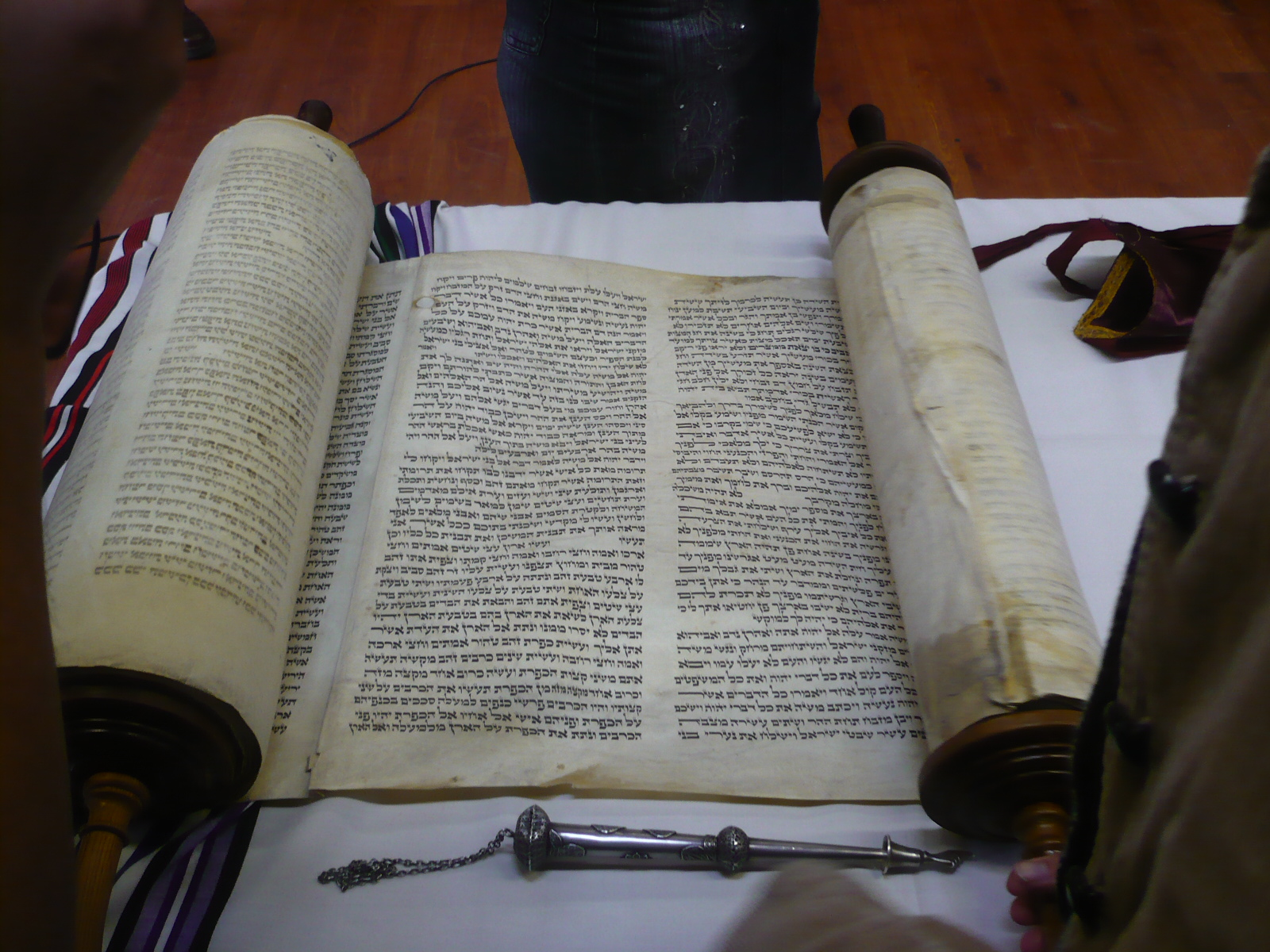
تورات

در یهودیت، مفهوم حیوانات ناپاک نقشی اساسی در "کوشر، بخشی از هلاخا که حکم می‌کند چه غذایی باید مصرف شود (kosher) یا چه غذایی برای یهودیان ممنوع است، دارد.
این احکام بر اساس سفر لاویان و سفر تثنیه تورات و در بدنه مفصل تفاسیر ربیانه (تلمود) هستند.
مفهوم حیوانات ناپاک در سفر پیدایش، وقتی به نوح فرمان داده شد از بهایم پاک و از بهایم ناپاک، و از پرندگان و از همهٔ حشرات زمین، جمع کند و به کشتی نوح هم آمده است.

## اسلام
اصطلاح حرام گوشت، اصطلاحی است که در اسلام به کار برده می‌شود و به حیوانی گفته می‌شود که خوردن گوشت آن حرام شمرده شود.
فهرست حیوانات حرام گوشت ذیل گروه‌های:
۱. چهارپایان ۲. خزندگان ۳. آبزیان ۴. پرندگان ۵. حشرات قابل تفکیک هستند.

### چهارپایان
۱. چهارپایان حرام گوشت در مذهب امامیه:
در فقه امامیه تمام اقسام چهارپایان علف‌خوار و نشخوار کننده که دارای سم هستند، مانند اقسام گوسفند، بز، گاو، شتر، حلال گوشت می‌باشند.
خوردن گوشت اسب، قاطر، خر اهلی، کانگورو و زرافه کراهت دارد و چهارپایانی که سیرابی نداشته باشند (گیاه‌خوار و نشخوارکننده نباشند) حرام گوشت هستند. از حیوانات وحشی، آهو و غزال و گاو و گوسفند کوهی و گوزن و گورخر حلال است (جلد سوم تحریر الوسیله امام خمینی)
۲. چهارپایان حرام گوشت در مذهب شافعی:
در فقه شافعی تمام اقسام گوسفند، بز، گاو، شتر، آهو و گوزن حلال گوشت هستند. خوردن گوشت اسب نیز حلال است. همچنین برخلاف فقه امامیه گوشت خرگوش، حلال و گوشت خر و قاطر، حرام است. گوشت روباه و کفتار هم حلال شمرده می‌شود. سایر چهارپایان نیز حرام گوشت هستند.
۳. چهارپایان حرام گوشت در مذهب حنفی:
در فقه حنفی تمام اقسام گوسفند، بز، گاو، شتر، آهو و گوزن حلال گوشت هستند. خوردن گوشت اسب مکروه است. همچنین به مانند فقه شافعی و برخلاف فقه امامیه گوشت خرگوش، حلال و گوشت خر و قاطر، حرام است. گوشت روباه هم حلال شمرده می‌شود اما گوشت کفتار حرام است. سایر چهارپایان نیز حرام گوشت هستند.
۴. چهارپایان حرام گوشت در مذهب حنبلی:
در فقه حنبلی تمام اقسام گوسفند، بز، گاو، شتر، آهو و گوزن حلال گوشت هستند. خوردن گوشت اسب حلال است. همچنین به مانند فقه شافعی و حنفی و برخلاف فقه امامیه گوشت خرگوش، حلال و گوشت خر و قاطر، حرام است. گوشت روباه هم حرام شمرده می‌شود، اما گوشت کفتار حلال است. سایر چهارپایان نیز حرام گوشت هستند.
۵. چهارپایان حرام گوشت در مذهب مالکی:
در فقه مالکی تمام اقسام گوسفند، بز، گاو، شتر، آهو و گوزن حلال گوشت هستند. خوردن گوشت اسب حلال است. همچنین به مانند فقه شافعی و حنفی و برخلاف فقه امامیه گوشت خرگوش، حلال و گوشت خر و قاطر، حرام است. نکته قابل توجه در فقه مالکی این است که بنا بر قول مشهور، گوشت درندگانی چون روباه، کفتار، گرگ و… مکروه شمرده می‌شود. گوشت سگ و خوک هم حرام است.

### خزندگان
۱. خزندگان حرام گوشت در مذهب امامیه:
در فقه امامیه تمام اقسام خزندگان حرام گوشت هستند.
۲. خزندگان حرام گوشت در مذهب شافعی:
در فقه شافعی اکثر خزندگان از جمله مار و تمساح حرام گوشت هستند. اما گوشت سوسمار حلال شمرده می‌شود.
۳. خزندگان حرام گوشت در مذهب حنفی:
در فقه حنفی همه خزندگان از جمله مار و تمساح حرام گوشت هستند. گوشت سوسمار نیز برخلاف سایر مذاهب اهل سنت حرام شمرده می‌شود.
۴. خزندگان حرام گوشت در مذهب حنبلی:
در فقه حنبلی اکثر خزندگان از جمله مار و تمساح حرام گوشت هستند. اما گوشت سوسمار حلال شمرده می‌شود.
۵. خزندگان حرام گوشت در مذهب مالکی:
در فقه مالکی خوردن خزندگان اگر ضرری برای انسان نداشته باشد حلال است. از نظر فقه مالکی تمساح جزء حیوانات دریایی محسوب و گوشت آن حلال شمرده می‌شود، مار هم اگر سمی نباشد و ذبح شرعی گردد (گردن آن قطع شود و ذکر یاد خدا شود) گوشت آن جایز است. گوشت سوسمار نیز حلال شمرده می‌شود.

### آبزیان
۱. آبزیان حرام گوشت در مذهب امامیه:
در فقه امامیه، بنابر سخن مشهور، همه آبزیان به جز ماهی فلس دار و میگو حرام گوشت هستند.
۲. آبزیان حرام گوشت در مذهب شافعی:
دربارهٔ آبزیان از امام شافعی چهار قول نقل شده است: الف. قول نخست طبق دیدگاه احناف است. ب. نظایر جانوران حلال گوشت خشکی در دریا نیز حلال اند، مانند اسب آبی، و آن دسته از جانورانی که در خشکی حرام اند امثال آن‌ها در دریا نیز حرام محسوب می‌شود؛ مانند سگ دریایی، و بخشی از جانوران دریایی که در خشکی نظایری ندارند نیز حلال اند. پ. قورباغه، تمساح، لاک پشت، سگ و خنزیر دریایی حرام و سایر جانوران حلال هستند. ت. علاوه از قورباغه، همه جانوران دریایی حلال اند. نووی قول آخر ایشان را ترجیح داده و آن را نظریه «مفتی به» شوافع می‌داند.
۳. آبزیان حرام گوشت در مذهب حنفی:
در فقه حنفی همه آبزیان به جز ماهی حرام گوشت هستند. ماهی تافی نیز از حکم حلّت مستثنی شده است. ماهی مرکب نیز نزد احناف مصداق تعریف ماهی نیست و خوردن آن حرام شمرده می‌شود.
۴. آبزیان حرام گوشت در مذهب حنبلی:
در فقه حنبلی همه آبزیان حلال گوشت هستند.
۵. آبزیان حرام گوشت در مذهب مالکی:
در فقه مالکی همه آبزیان حلال گوشت هستند.

### پرندگان
۱. پرندگان حرام گوشت در مذهب امامیه:
در فقه امامیه تمام انواع مرغ خانگی، مرغابی، بوقلمون، شترمرغ، گنجشک، کبوتر، کبک، تیهو و بلبل حلال گوشت هستند. خوردن گوشت، هدهد، چلچله، پرستو، مکروه است. در کراهت گوشت زاغ تأکید بیش تری شده است. برخی قائل به حرمت آن هستند. از طرف دیگر پرندگان دارای چنگال قوی یا ضعیف چون عقاب، باز، شاهین، لاشخور و کرکس و پرندگان مسخ شده چون خفاش، حرام گوشت هستند. در موارد مشکوک پرندگانی که دارای یکی از این شرایط باشند حلال گوشت هستند: داشتن چینه دان، داشتن سنگ دان، داشتن خار پشت پا و بال زدن بیش از صاف نگه داشتن بال. حلیت و حرمت تخم پرنده‌ها هم از حلیت و حرام گوشت آن‌ها پیروی می‌کند.
۲. پرندگان حرام گوشت در مذهب شافعی:
در فقه شافعی پرندگان دارای چنگال شکاری چون عقاب، باز، شاهین، لاشخور، کرکس، خفاش، کلاغ و هدهد، حرام گوشت هستند.
۳. پرندگان حرام گوشت در مذهب حنفی:
در فقه حنفی پرندگان دارای چنگال شکاری چون عقاب، باز، شاهین، لاشخور، کرکس، خفاش و هدهد، حرام گوشت هستند. خوردن گوشت زاغ نیز مکروه است. سایر پرندگان حلال گوشت هستند.
۴. پرندگان حرام گوشت در مذهب حنبلی:
در فقه حنبلی پرندگان دارای چنگال شکاری چون عقاب، باز، شاهین، لاشخور، کرکس، زاغ، خفاش و هدهد، حرام گوشت هستند.
۵. پرندگان حرام گوشت در مذهب مالکی:
در مذهب مالکی بنابر قول مشهور همه پرندگان حلال گوشت هستند.

### حشرات
۱. حشرات حرام گوشت در مذهب امامیه:
در فقه امامیه خوردن ملخی که بال درآورده و پرواز می‌کند حلال است، و سایر حشرات حرام گوشت هستند؛
۲. حشرات حرام گوشت در مذهب شافعی:
در فقه شافعی خوردن ملخ حلال است و سایر حشرات حرام گوشت هستند.
۳. حشرات حرام گوشت در مذهب حنفی:
در فقه حنفی خوردن ملخ حلال است و سایر حشرات حرام گوشت هستند.
۴. حشرات حرام گوشت در مذهب حنبلی:
در فقه حنبلی خوردن ملخ حلال است و سایر حشرات حرام گوشت هستند.
۵. حشرات حرام گوشت در مذهب مالکی:
در فقه مالکی خوردن ملخ حلال است. همچنین برخلاف دیگر مذاهب حشراتی که خوردن آن‌ها مضر نباشد و قومی به خوردن آن‌ها عادت داشته باشند حلال هستند.